# Puchacz mleczny
Puchacz mleczny (Bubo lacteus) – gatunek dużego ptaka z rodziny puszczykowatych (Strigidae). Występuje w nieregularnym rozmieszczeniu w Afryce Subsaharyjskiej. Nie jest zagrożony wyginięciem.

## Taksonomia
Po raz pierwszy gatunek opisał Coenraad Jacob Temminck w 1820. Do opisu była dołączona tablica barwna opatrzona numerem 4. Holotyp pochodził z Senegalu i przechowywany był w zbiorach de Laugiera. Autor nadał nowemu gatunkowi nazwę Strix lactea. Obecnie (2025) puchacz mleczny zwykle zaliczany jest do rodzaju Bubo, ale część autorów, w tym Międzynarodowy Komitet Ornitologiczny, umieszcza go w rodzaju Ketupa wydzielonym z Bubo. Gatunek monotypowy. Puchacz mleczny był obiektem badań genetycznych. W jednym z nich badano zawartość DNA w komórce, która u przedstawiciela tego gatunku wyniosła 4,56 pg. W 1993 opublikowano wyniki badań nad kariotypem wybranych gatunków ptaków. W przypadku puchacza mlecznego uzyskano jednak niedokładny wynik (2n=80–84).

## Morfologia
Długość ciała wynosi 60–65 cm. Masa ciała samca 1615–1960 g, samicy 2475–3115 g. Rozpiętość skrzydeł 140–164 cm. Puchacz mleczny jest największą sową Afryki. „Uszy” (pęczki piór na głowie) są krótkie, rozczochrane. W upierzeniu nie występuje dymorfizm płciowy, samice są jednak przeciętnie większe i cięższe od samców. Szlara jest brudnobiała, szeroko czarno obwiedziona. Pióra szczeciniaste wokół dzioba czarniawe. Wierzch ciała jasny, szarobrązowy, o „mlecznym” wyglądzie, ozdobiony białawymi prążkami ułożonymi w marmurkowy wzór. Podobny występuje na „uszach”, jednak w ciemniejszym odcieniu. Barkówki zajęte są przez duże, białe plamy, tworzące biały pas biegnący przez ramię. Lotki i sterówki pokryte są na zmianę ciemnymi i jasnymi pasami. Gardło porośnięte białymi piórami, szczególnie dobrze widocznymi podczas nawoływania. Spód ciała jaśniejszy od wierzchu, szarobrązowy, upstrzony ciemnymi i jasnymi prążkami ułożonymi w nieregularny sposób. Palce częściowo opierzone. Tęczówka ciemna, oko obwiedzione przez ciemne krawędzie powiek. Górne są nagie i różowe. Woskówka niebieskoszara, dziób jasny, kremowy, z szarą nasadą. Nagie części palców mają barwę szarawą, pazury natomiast brązową (z wyjątkiem czarnych zakończeń).

## Zasięg występowania
Zasięg występowania puchaczy mlecznych rozciąga się w Afryce Subsaharyjskiej. BirdLife International szacuje go na 25,5 mln km². Obejmuje obszar od południowej Mauretanii i centralnego Mali na wschód po centralny Sudan, Erytreę i Somalię i dalej na południe po RPA. W południowej części Afryki są lokalnie pospolite w północnej i centralnej Namibii, Botswanie, Zimbabwe, Mozambiku i północnym RPA.

## Ekologia i zachowanie
Środowiskiem życia puchaczy mlecznych są suche sawanny z porozrzucanymi drzewami i ciernistymi krzewami, nadrzeczne lasy z przyległą sawanną, zadrzewienia i niewielkie, półotwarte lasy na otwartych terenach. Najpospoliciej zamieszkują otwarte sawanny i półpustynie, nieczęste są w bujnie rozwiniętych lasach, zaś w tych gęstych nie występują wcale. We wschodniej Afryce to typowe ptaki sawanny z ciernistą roślinnością. Odnotowywane były od poziomu morza do 3000 m n.p.m. Przeważnie aktywne są nocą, jednak wypatrzywszy odpowiednią zdobycz mogą podjąć się polowania i o innej porze. Za dnia odpoczywają na dużych, poziomych gałęziach, zazwyczaj dobrze zacienionych i ukrytych. Młode osobniki mogą przesiadywać blisko siebie. Ptaki połączone w pary często podczas odpoczynku wzajemnie się pielęgnują. Puchacze mleczne regularnie kąpią się w kroplach deszczu lub w płytkiej wodzie. Podczas upałów trzepoczą piórami na gardle, by się schłodzić. Nie ma pewnych danych o wędrówkach czy lokalnych migracjach o charakterze nomadycznym. Za występowaniem nomadyzmu u ptaków tego gatunku przemawiają jednak stwierdzenia z miejsc, gdzie te zazwyczaj nie występują czy niezajmowanie tych samych terytoriów w kolejnych latach. Wśród młodych występuje dyspersja polęgowa.

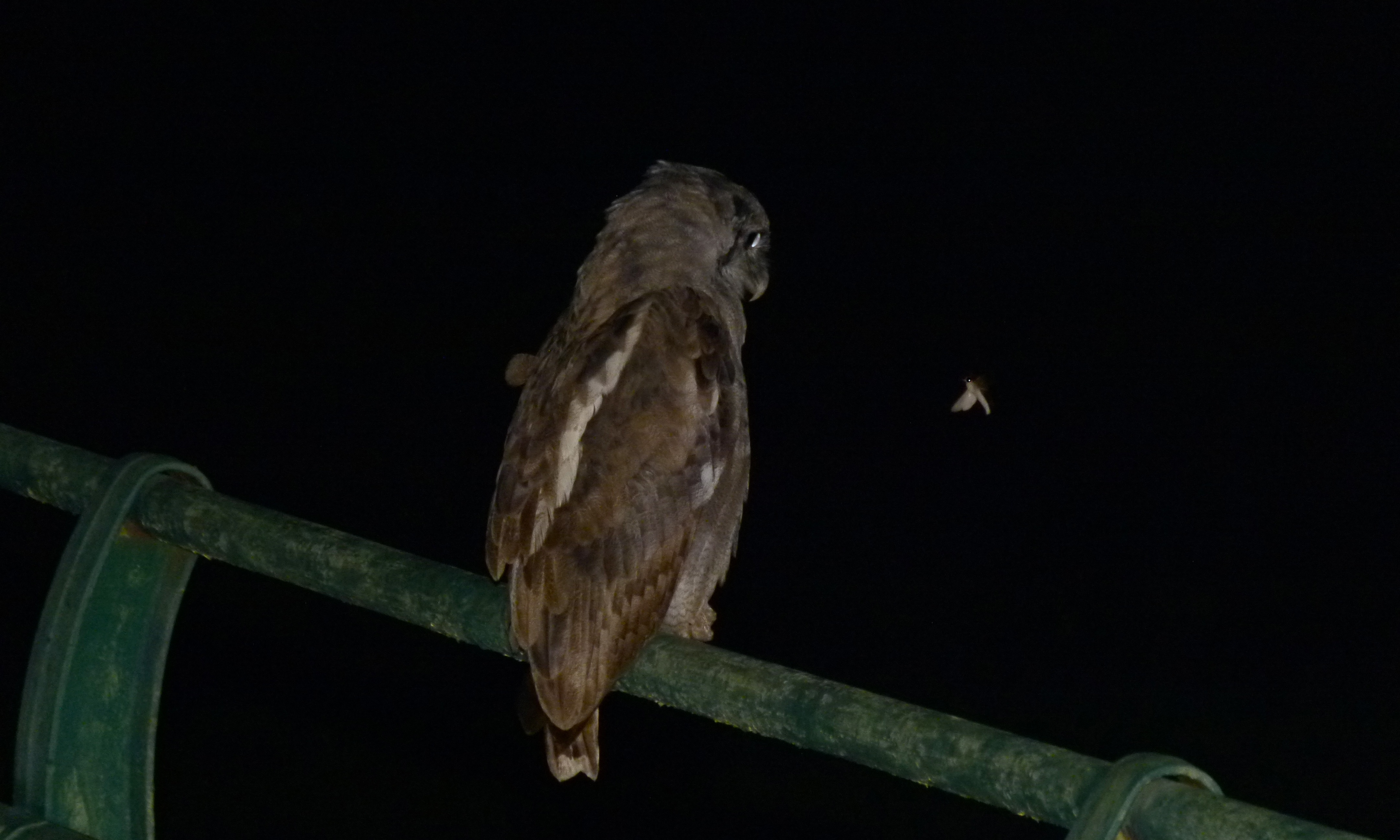
Puchacze mleczne żywią się głównie średniej wielkości ssakami i dużymi ptakami, niekiedy jednak zjadają i owady

Pożywieniem puchaczy mlecznych są głównie średniej wielkości ssaki i duże ptaki. Zjadają również padlinę. Lokalnie ich preferowanym pokarmem są jeże. Zdzierają ich kolczastą skórę i wyrzucają, podobnie jak to czynią puchacze (B. bubo). Ze ssaków jedzą również młode małpy, warchlaki guźców (Phacochoerus africanus), postrzałki (Pedetes), zające (Lepus), żenety (Genetta), góralkowce (Hyracoidea), świstaki (Marmotini), rudawkowate (Pteropodidae), szczury (Rattus) i myszy (Mus). Łapane przez puchacze mleczne ptaki osiągają różne rozmiary, od astryldów (Estrildidae) i wikłaczowatych (Ploceidae) po czaplowate (Ardeidae), sekretarze (Sagittarius serpentarius), pisklęta sępów, frankoliny, kaczki (żółtodziobe, Anas undulata i moręgówki, A. sparsa) i młode żurawie. Dodatkowo zjadają również gady, płazy bezogonowe, ryby i stawonogi – w tym dwuparce oraz skorpiony i inne pajęczaki. Są w stanie podnieść zdobycz ważącą do 1,8 kg (jak mangustowate). Dziennie spożywają ilość pokarmu odpowiadającą 5% swojej masy ciała. Polując szybko szybują w dół z gałęzi. Łapią również owady w locie lub wpadają w listowie, by łapać odpoczywające ptaki lub galagowate. Rzadziej pokarmu szukają w płytkiej wodzie, w krzewach czy na ziemi.

### Lęgi
Okres składania jaj trwa w większości obszaru występowania od marca do września, głównie od czerwca do sierpnia. W zachodniej części zasięgu okres ten przypada na styczeń–marzec, w północno-wschodniej natomiast na październik–styczeń. W północnym RPA zniesienia przypadają na okres od czerwca do września. Niekiedy lęgi wyprowadzają tylko raz na 2 lub 3 lata, być może z powodu ograniczonego dostępu do pożywienia. Puchacze mleczne korzystają głównie z opuszczonych gniazd z gałęzi służących wcześniej między innymi sępom, sekretarzom, warugom (Scopus umbretta), krukowatym, tkaczom (Philetairus socius) i bawolikom czerwonodziobym (Bubalornis niger). Od czasu do czasu używają dziupli w starych drzewach lub gniazd w plątaninie pnączy. Przeważnie zniesienie liczy 2 białe jaja o średnich wymiarach 62,6 × 51,4 mm i masie wynoszącej 93,1–101,6 g). Inkubacja trwa 32–39 dni.

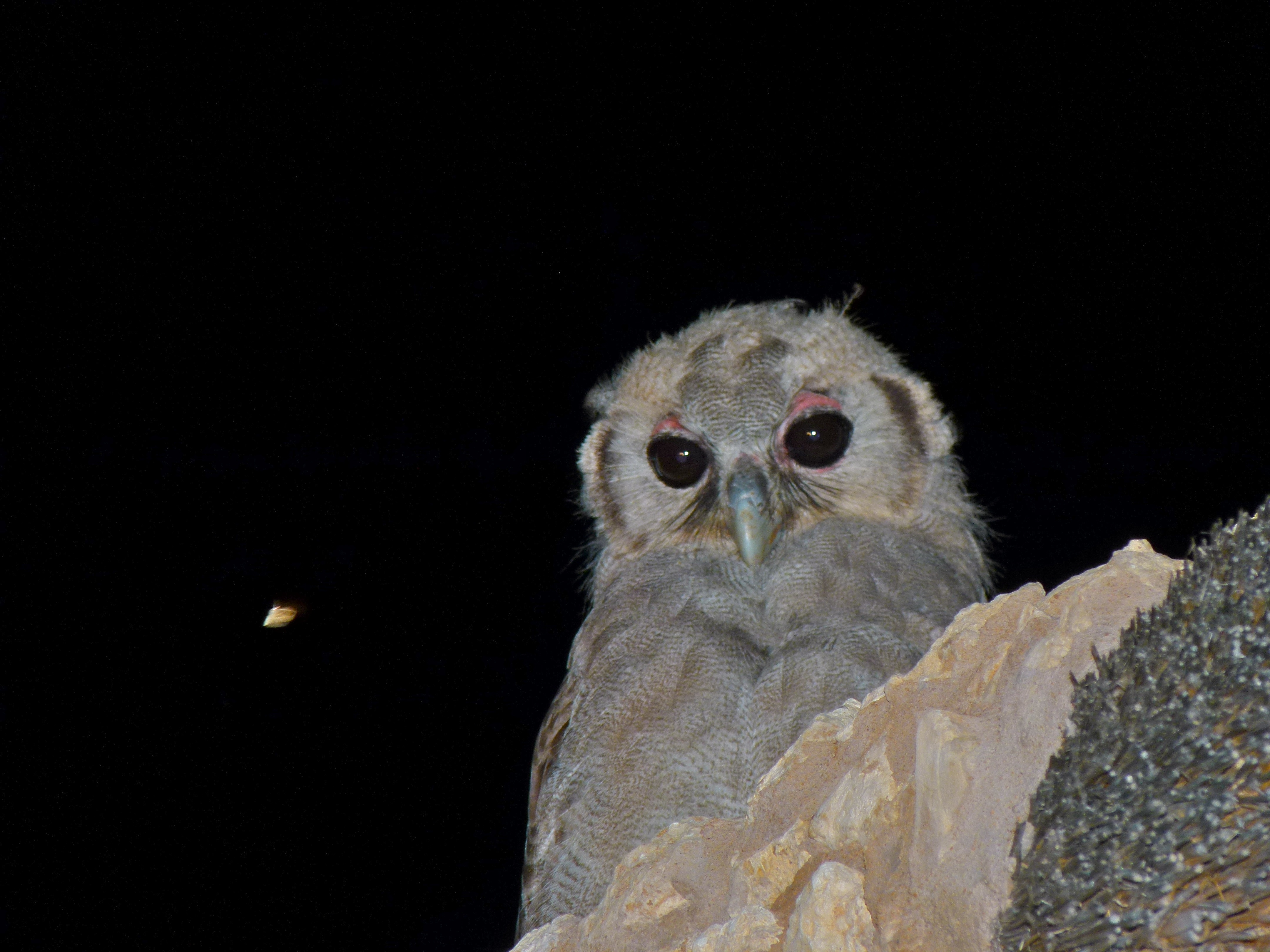
Młody puchacz mleczny obserwujący ćmę. Sowy tego gatunku są w stanie samodzielnie polować po osiągnięciu wieku 5 miesięcy

Młode wykluwają się w tygodniowym odstępie, ważą po wykluciu 60–70 g. Początkowo całkowicie pokrywa je kremowy puch, następnie wyrasta puch pośredni (mesoptile), jasnoszary z nieregularnymi prążkami i ciemnymi paskami. Młode puchacze mleczne mają mniej widoczną ciemną krawędź szlary. Zazwyczaj młodsze z piskląt umiera w ciągu pierwszych dwóch tygodni życia, nie jest wiadome, czy wskutek kanibalizmu, czy zagłodzenia. Przez pierwsze dwa tygodnie życia samica strzeże piskląt w gnieździe. Później obydwa ptaki z pary przebywają już na zewnątrz dziupli, ostrzegają potomstwo chrząkającymi głosami w razie zbliżenia się drapieżnika. Młode opuszczają gniazdo po 62–63 dniach życia. Są zdolne do lotu dwa tygodnie po opierzeniu. Przebywają głównie w ukryciu wśród drzew lub krzewów i przed ukończeniem trzech miesięcy życia wykazują niewiele aktywności. Zaskoczone podczas siedzenia na ziemi udają martwe i mogą zostać złapane bez problemu. Pięciomiesięczne puchacze mleczne potrafią już łapać zdobycz samodzielnie. Czasami pozostają z rodzicami przez dwa lata. Dojrzałość płciową osiągają w wieku 3–4 lat.

## Status
IUCN uznaje puchacza mlecznego za gatunek najmniejszej troski (LC, Least Concern) nieprzerwanie od 1988 (stan w 2024). BirdLife International ocenia trend populacji jako spadkowy ze względu na utratę siedlisk leśnych. Według danych z początku XXI wieku w południowej części Afryki puchacze mleczne częściej stwierdzane były na obszarach chronionych, jak Transgraniczny Park Narodowy Kgalagadi i Park Narodowy Etoszy. Wskazuje to na konieczność ochrony tych ptaków.